# Cathormiocerus lusitanicus
Cathormiocerus lusitanicus é uma espécie de insetos coleópteros polífagos pertencente à família Curculionidae.
A autoridade científica da espécie é Stierlin, tendo sido descrita no ano de 1885.
Trata-se de uma espécie presente no território português.